# Prieuré de Groenendael
Pour les articles homonymes, voir Groenendael.
Le prieuré de Groenendael est, à l'origine, un simple ermitage, qui reçut, en 1343, deux chanoines de la collégiale de Bruxelles qui décidèrent de fonder une communauté de vie basée sur la règle de saint Augustin. C'est ainsi qu'est fondé, vers 1343, dans la forêt de Soignes, en Brabant, à 14 km au sud-est de Bruxelles, un monastère de chanoines augustins.
La fondation de Groenendael prospérait vers 1400, ayant essaimé à plusieurs reprises dans la forêt de Soignes, dès la seconde moitié du XIVe siècle. Ces fondations formaient ensemble, en 1402, la congrégation de Groenendael, rassemblant ainsi les prieurés et monastères brabançons. Charles Quint, accompagné de nombreuses têtes couronnées, passait fréquemment par Groenendael pour s'adonner à la chasse. Mais réduit au rang de prieuré au XVe siècle, puis supprimé car couvent inutile en 1784, par décret de l'empereur Joseph II, il fut démoli peu après.
Administrativement, Groenendael se trouve aujourd'hui dans la commune de Hoeilaart, dans le Brabant flamand (Région flamande de Belgique).

## Géographie
On peut situer le prieuré de Groenendael d'autrefois en bordure de la forêt de Soignes, à 14 km au sud-est de Bruxelles, dans le duché de Brabant. Au XXIe siècle, Groenendael se trouve administrativement dans la commune de Hoeilaart, localité du Brabant flamand de la Région flamande de Belgique.

## Histoire

### Origine et fondation

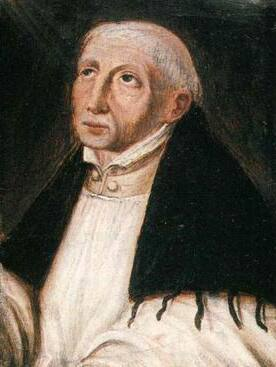
Jan van Ruysbroeck

Un simple ermitage établi par Jean de Busco, mentionné une première fois en 1304, reçoit trois chanoines de la collégiale de Bruxelles en 1343. Deux d'entre eux, Francon de Coudenberg (+1386) et le célèbre mystique Jan van Ruysbroeck (1293-1381) y fondent une communauté de vie basée sur la règle de saint Augustin,.
Francon de Coudenberg en est le premier prévôt et Ruysbroeck le premier prieur.  Les liens de cette fondation avec l’ordre canonial de Saint-Augustin restent très lâches, malgré les tentatives faites par l’abbaye augustinienne de Saint-Victor (Paris).

### Prospérité

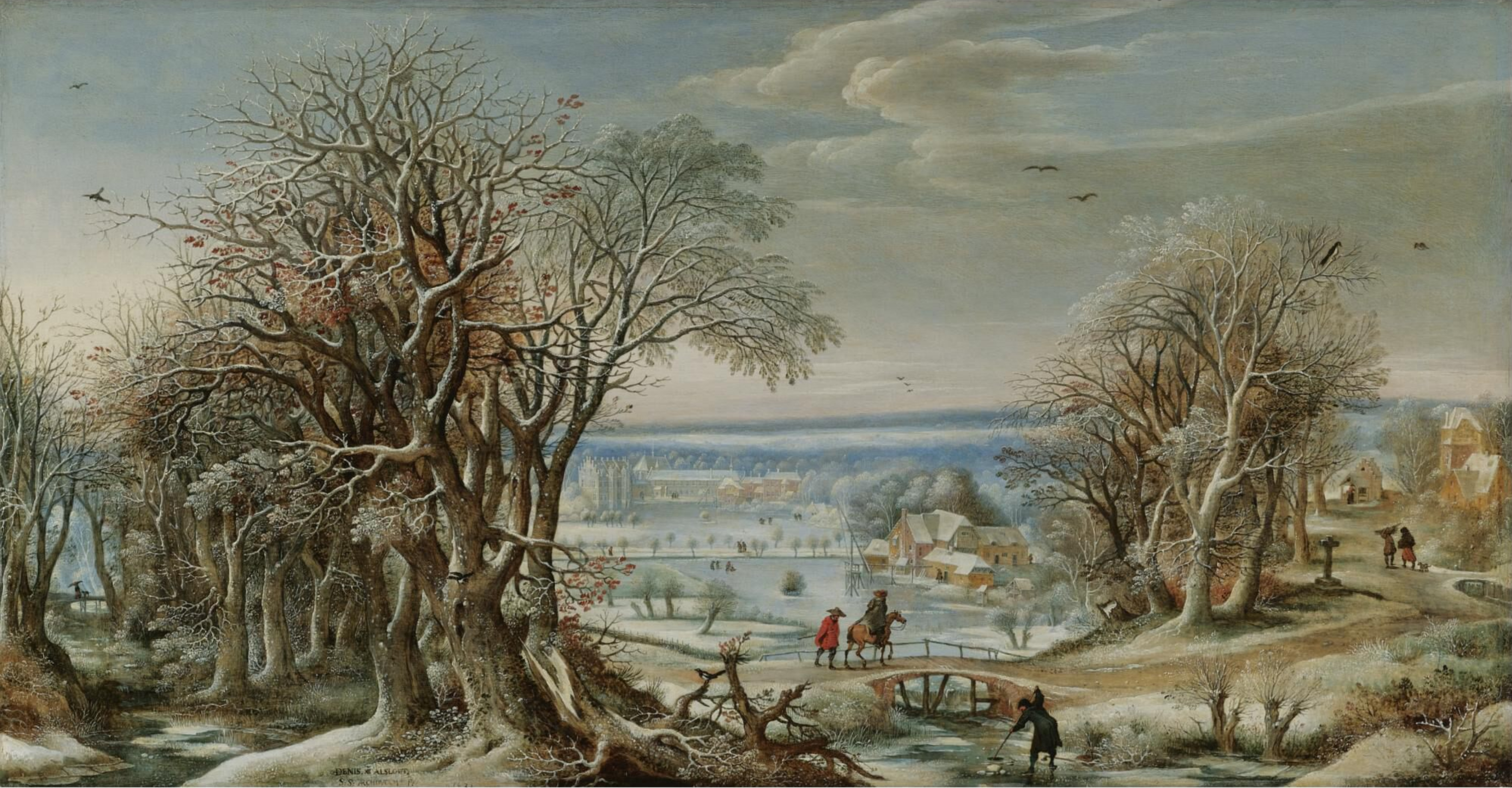
Vue du prieuré en hiver par Denis van Alsloot.

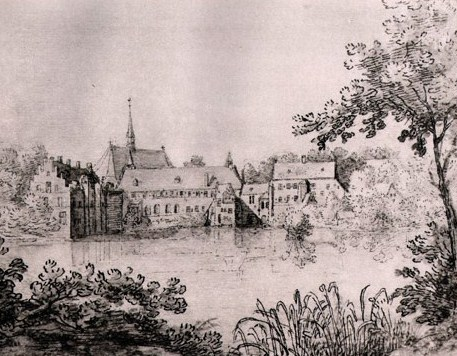
Le prieuré de Groenendael et, à gauche, l’édifice surmonté de pignons à redents, le pavillon de chasse de Ravenstein.

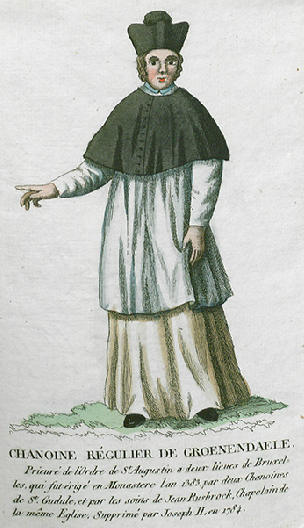
Chanoine régulier de Groenendael.

La fondation de Groenendael prospère vers 1400, et il s’y trouve alors une vingtaine de religieux de chœur, sans compter les convers et les « donnés » laïcs. 
Arnold Gheyloven (vers 1375-1442), y entre au début du XVe siècle et y écrit son traité Gnotosolitos, sive Speculum conscientae, catéchèse destinée aux élèves qui se destinent à la prêtrise, ainsi que des traités de droit canonique ; son traité d'éducation, Sompnium doctrinale, se termine par une description allégorique de la forêt de Soignes où se situe le prieuré.
Groenendael a essaimé dès la seconde moitié du XIVe siècle. Dans la forêt de Soignes même, on trouve :
- le Prieuré du Rouge-Cloître[N 1] en 1374,
- le Prieuré de Sept Fontaines en 1389[9],[N 2],
- Eemsteyn en 1382,
- le prieuré de Corsendonck en 1398,
- Bethléem en 1407.

Les chanoinesses de Val-Sainte-Barbe (à Tirlemont) sont réformées par Corsendonck en 1403. Ces fondations forment ensemble, en 1402, la congrégation de Groenendael (à l’intérieur de l’ordre des chanoines de Saint-Augustin) rassemblant les prieurés et monastères brabançons.
Le prieuré de l’Overijssel (Windesheim) est postérieur à Groenendael, car fondé en 1387, quelques années après la mort de Gérard Groote. Son coutumier reçoit beaucoup des traditions introduites à Eemsteyn par un religieux venu de Groenendael>. Cependant la Congrégation de Windesheim (ou Chapitre général) est approuvée par le pape Boniface IX en 1395. Cette antériorité fait que la congrégation de Groenendael s’y rallie en 1412, après à peine dix ans d’existence. Groenendael renonce à ses prérogatives de « chef de congrégation » et, redevenant prieuré, il abandonne son titre de monastère.
Le prieuré est reconstruit et agrandi entre les années 1450 et 1500. Son cloître, percé de fenêtres ogivales, est bordé par l'église, grand vaisseau d'une construction simple mais régulière. En 1520, Philippe de Clèves fait élever un palais près des bâtiments claustraux qui sert souvent de rendez-vous de chasse à Charles Quint. L'infante Isabelle y séjourne aussi fréquemment et contribue à son embellissement. D'autre part, chaque dimanche des Rameaux, Philippe II d'Espagne vient au prieuré pour laver les pieds à douze pauvres.

### Les sept tilleuls
Charles Quint, accompagné de nombreuses têtes couronnées, passait fréquemment par Groenendael pour s'adonner à son loisir favori, la chasse. On a longtemps pu voir dans le prieuré un petit groupe de sept tilleuls, rappelant le souvenir d'un banquet qui eut lieu à l'issue d'une partie de chasse réunissant sept têtes couronnées : 
- Charles Quint et son fils, futur Philippe II d'Espagne,
- Éléonore de Habsbourg, veuve de François Ier,
- Marie de Hongrie,
- Ferdinand Ier d'Autriche et son épouse Anne Jagellon,
- Abû `Abd Allâh Muhammad V al-Hasan (dit Moulay Hassan), sultan hafside de Tunis.

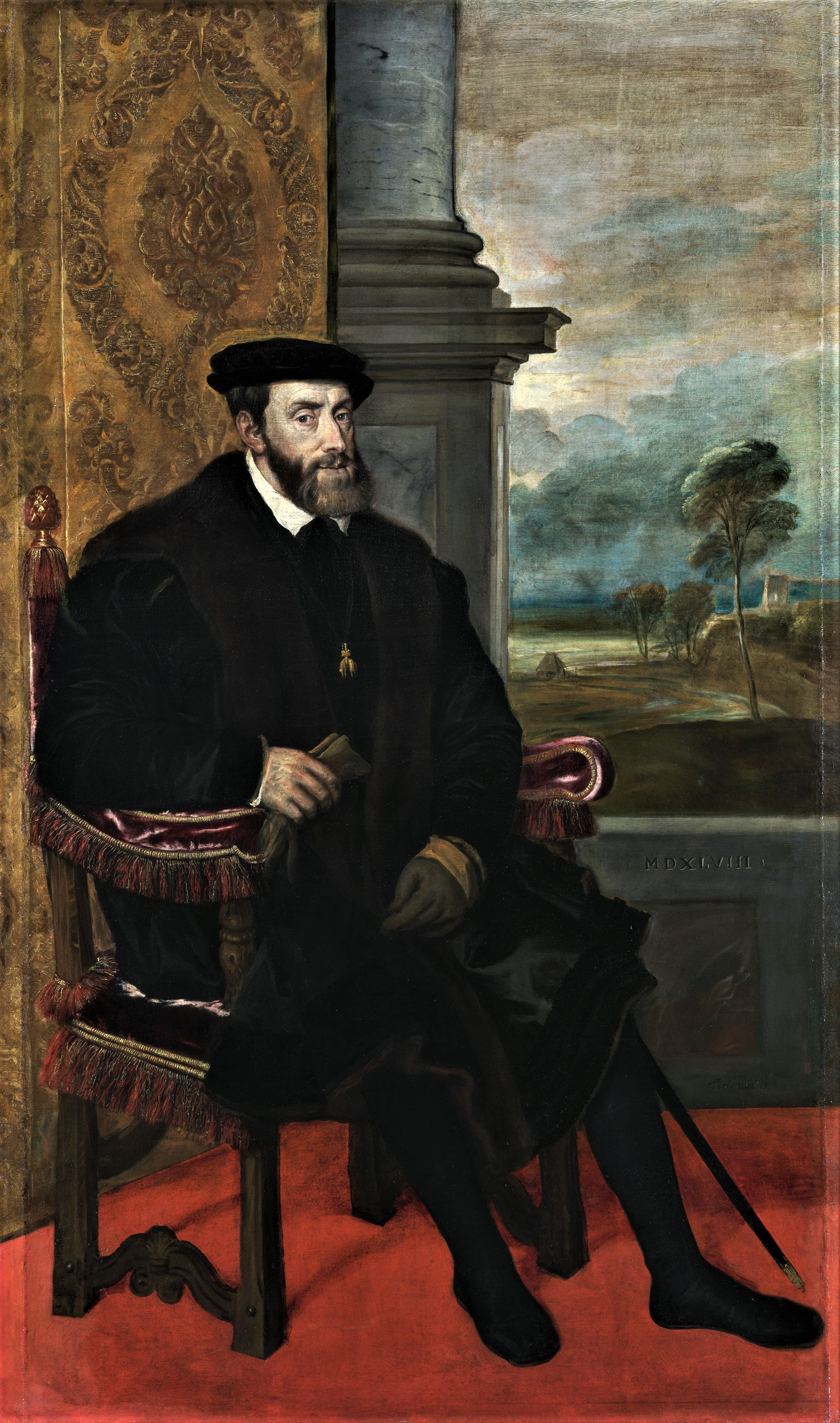
Charles Quint
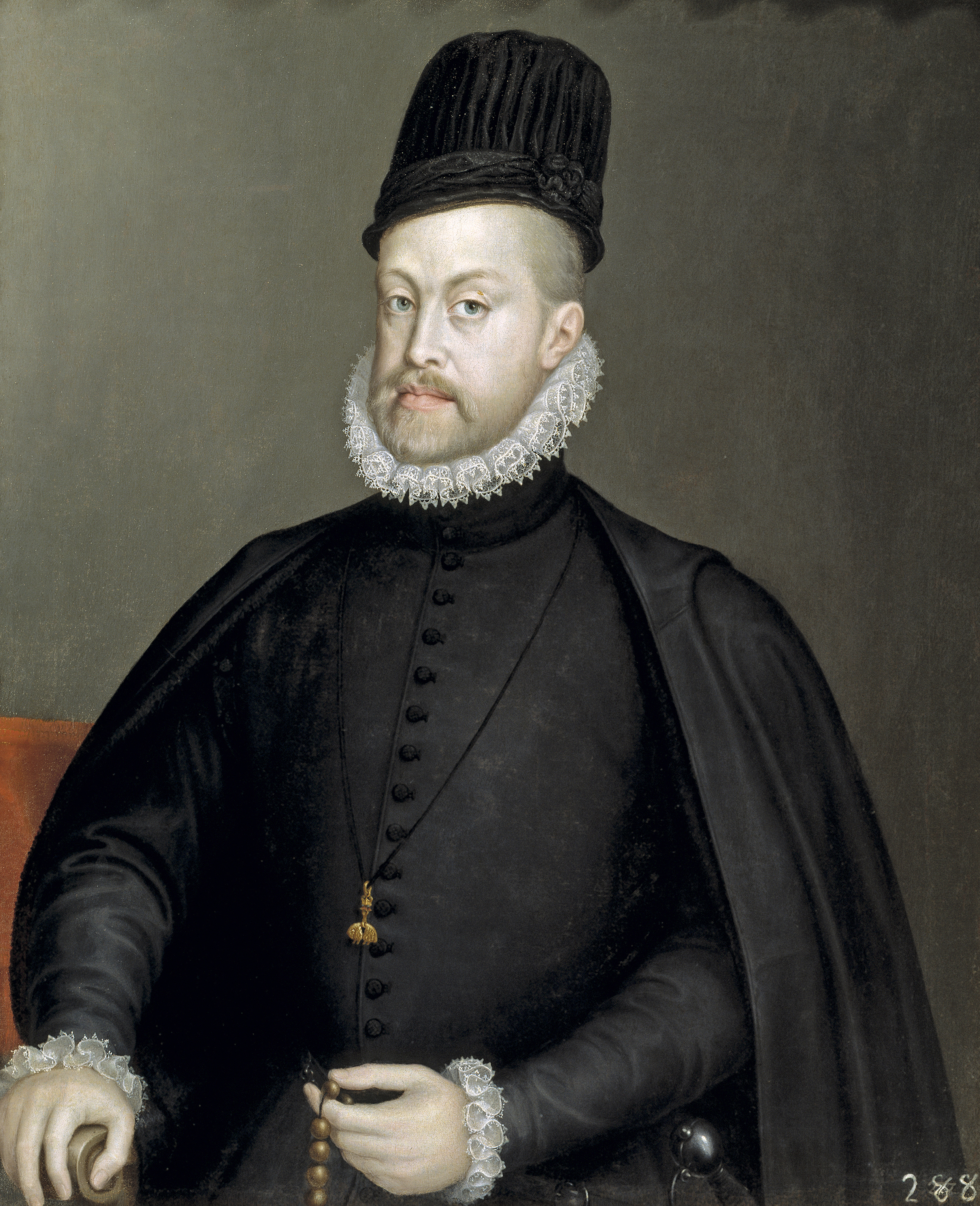
Philippe II
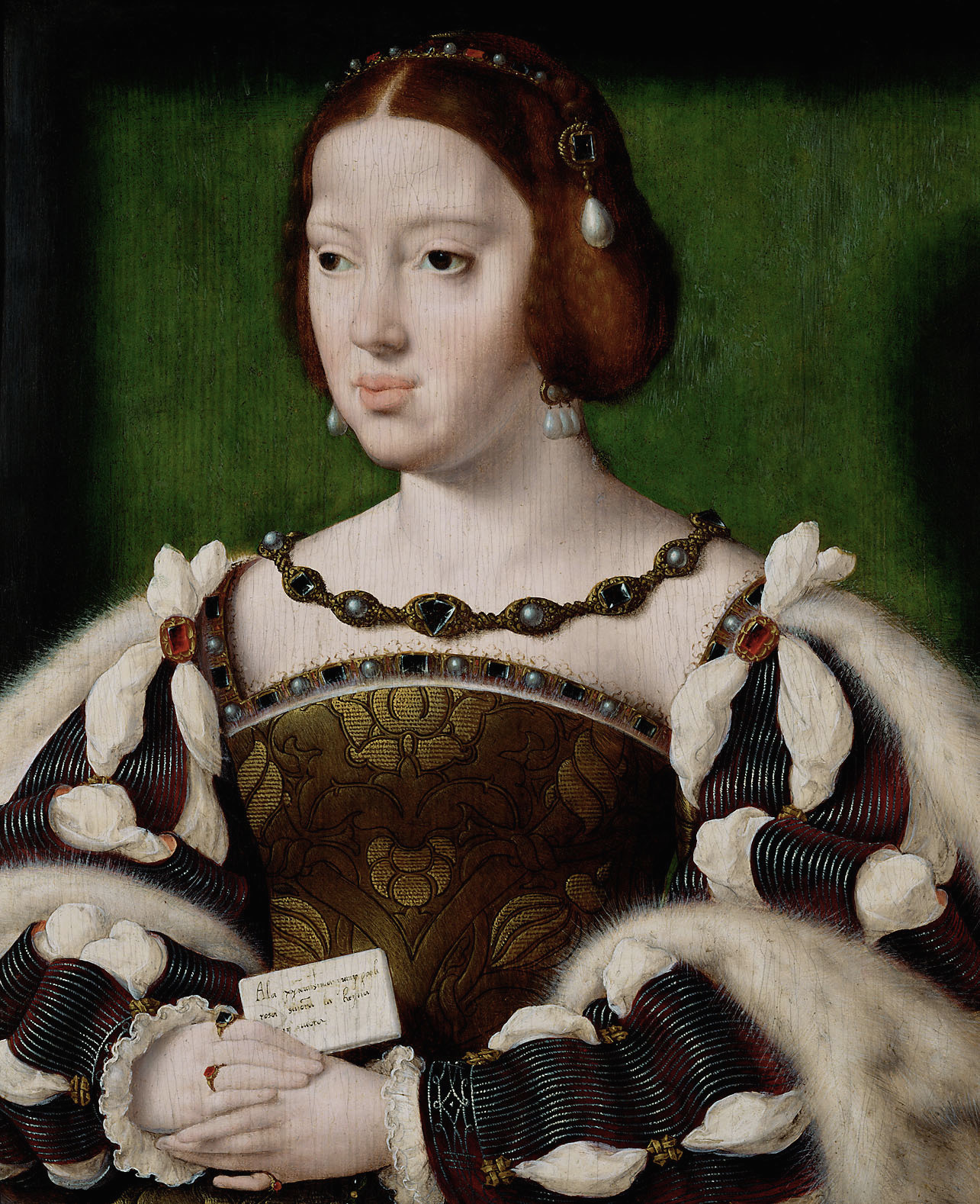
Éléonore
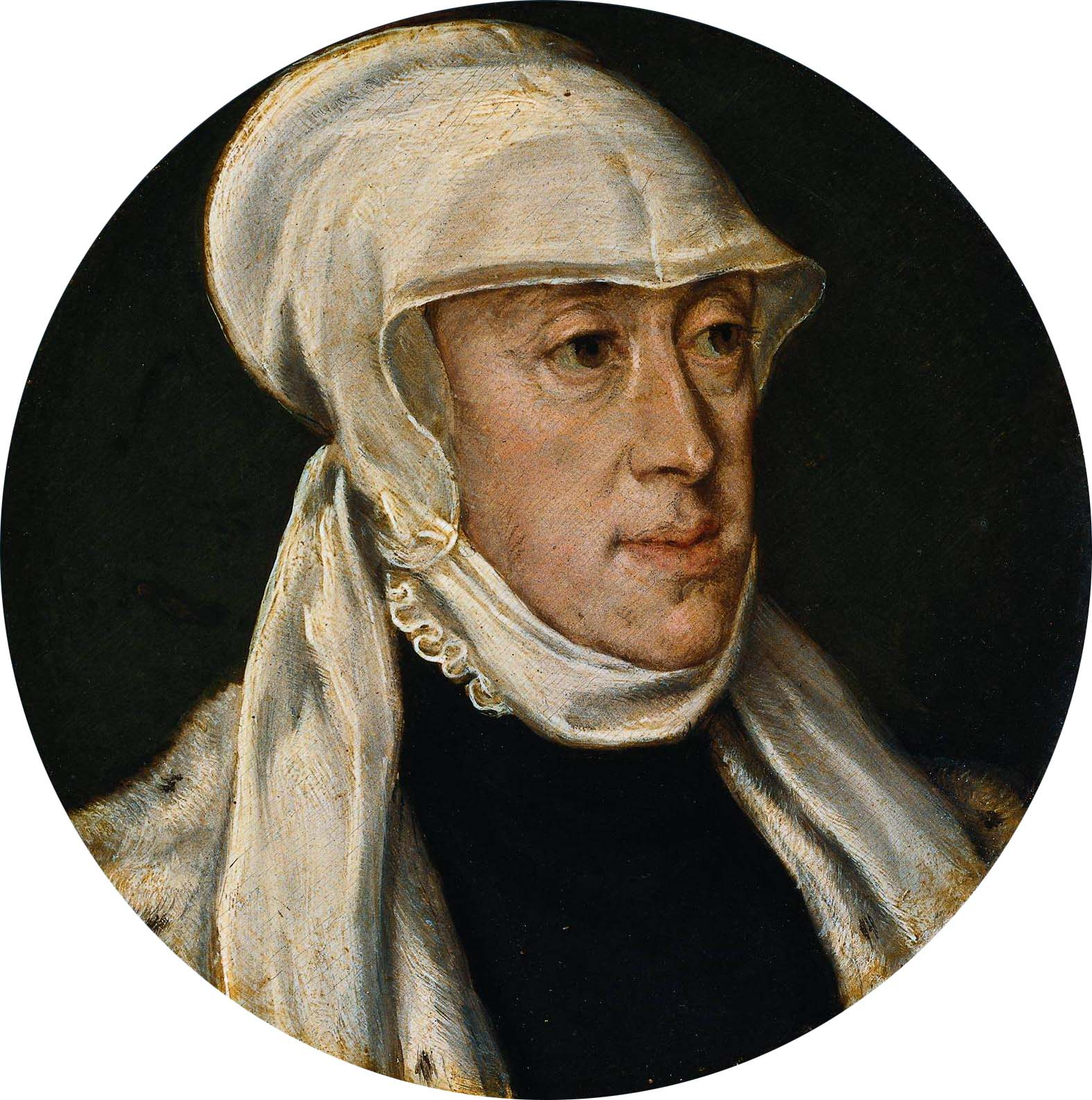
Marie de Hongrie
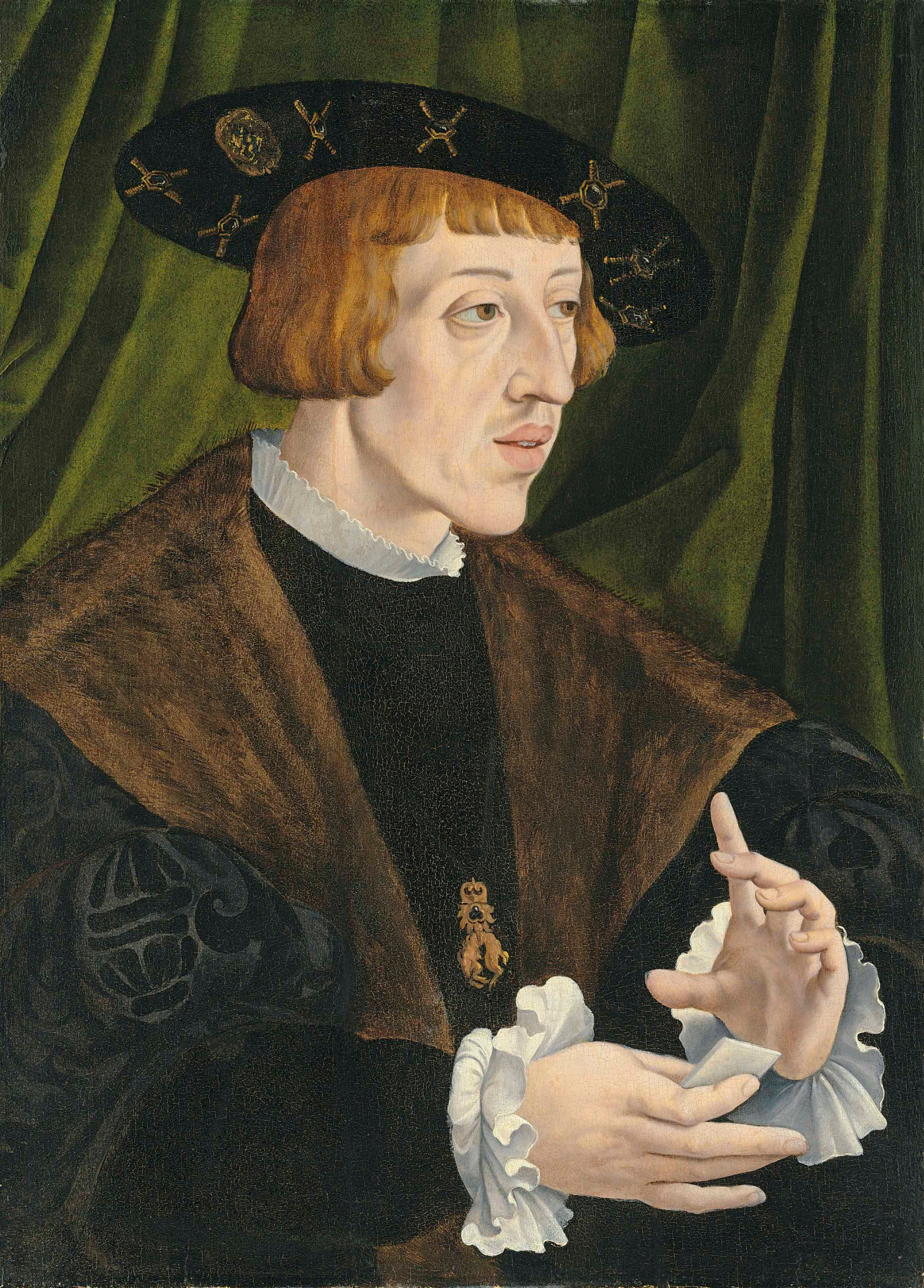
Ferdinand Ier
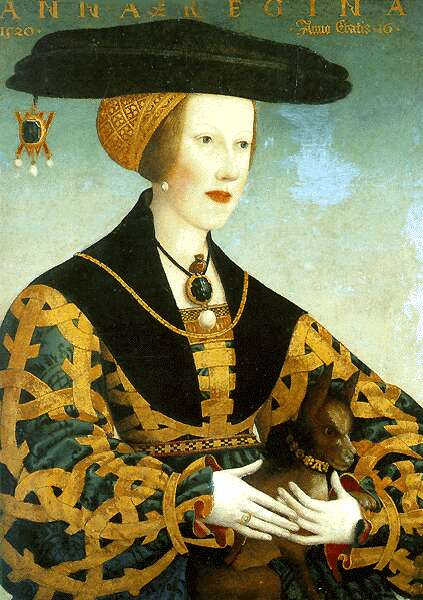
Anne Jagellon
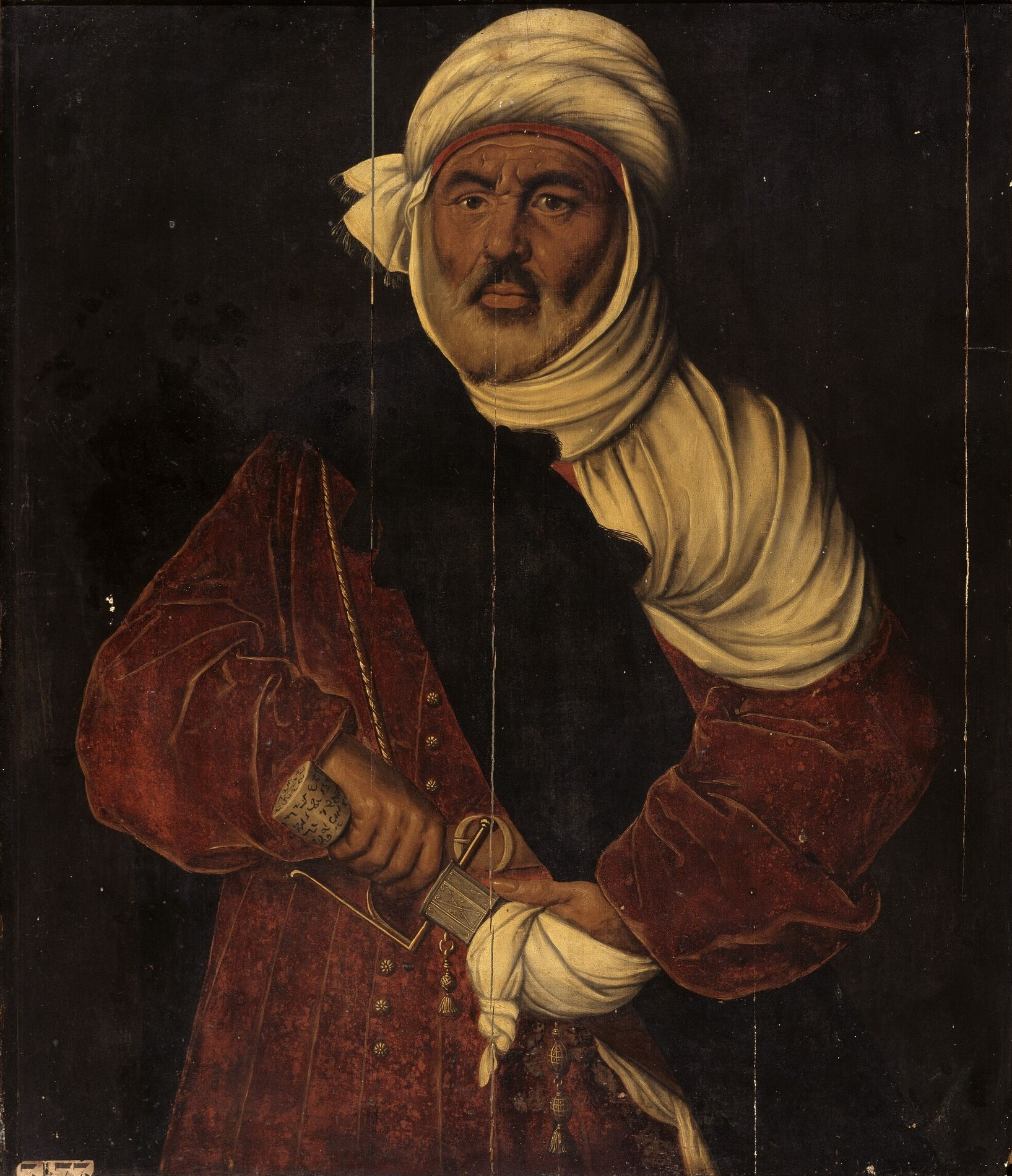
Mulay Hassan

### Liquidation
Le prieuré de Groenendael est supprimé car couvent inutile, en 1784, du fait du décret de l'empereur Joseph II, qui est également duc de Brabant. L'église et les autres bâtiments sont vendus et démolis trois ans plus tard, en 1787. Le mobilier est dispersé. Une tentative de restauration, faite par le conseil de Brabant (9 juin 1790), échoue avec l’arrivée du pouvoir français. Le coup de grâce est donné par la loi du 15 fructidor, an V (1796). La démolition ultime intervient en 1825.

## Le prieuré auXXIesiècle

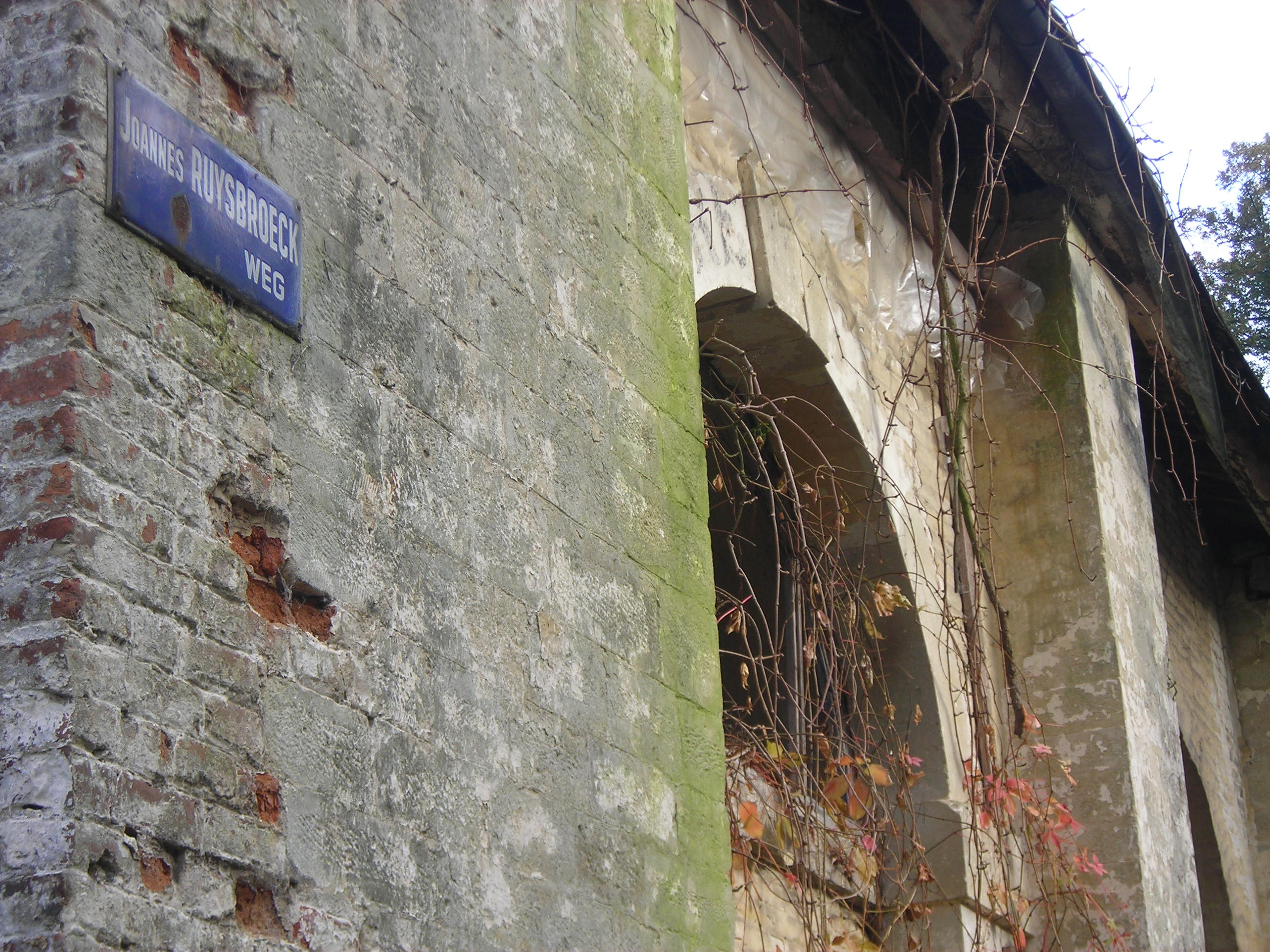
Chemin Jan van Ruysbroeck

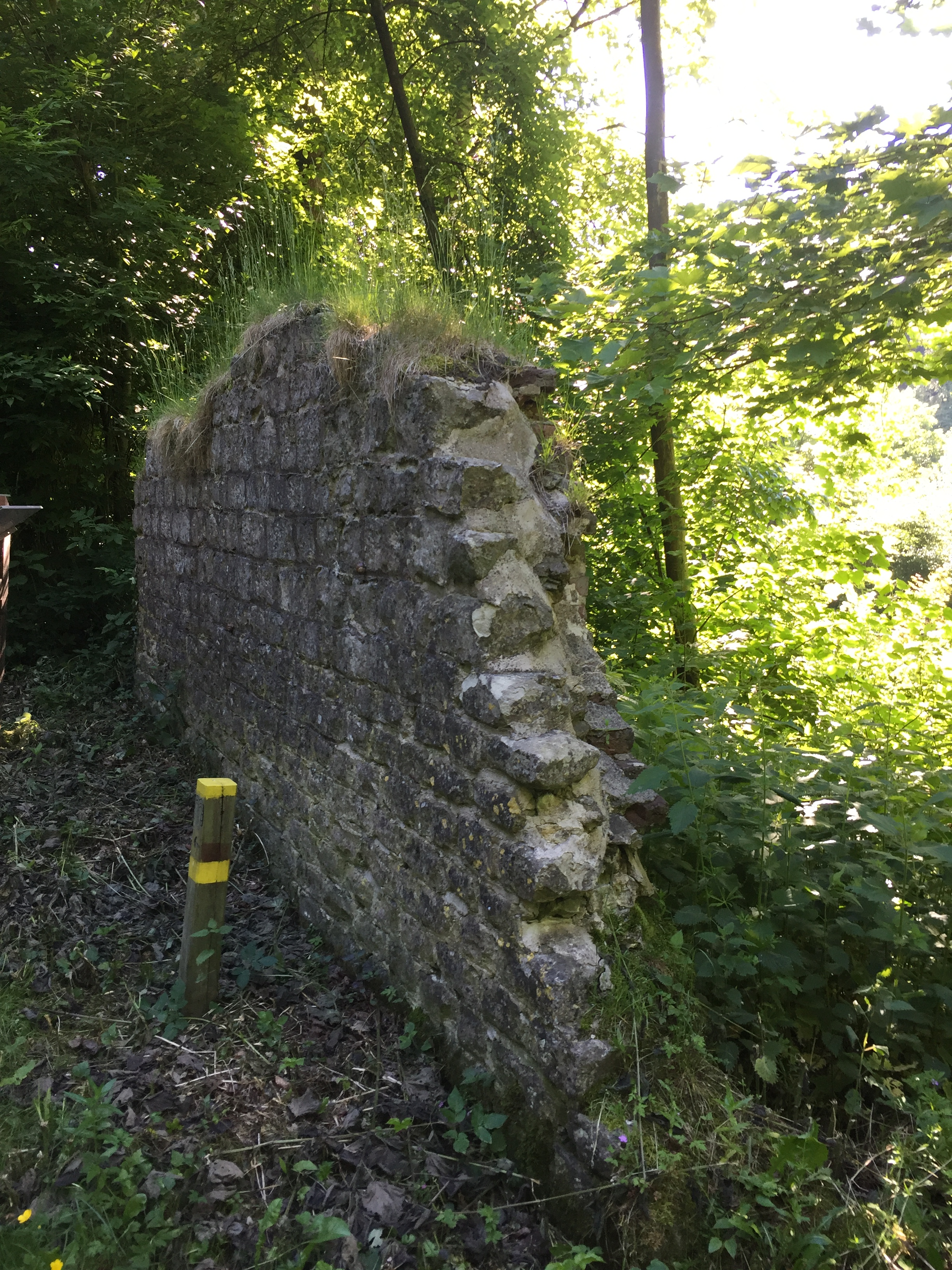
Un mur d'enceinte est construit autour d'une partie du prieuré afin que des bêtes ou des chasseurs ne viennent pas troubler la quiétude des lieux. Entre 1447 et 1635 la clôture est imposée en plus aux moines.

De ce magnifique ensemble ne subsistent plus que :
- La maison du prieur, construite en 1783 peu avant la fermeture définitive du prieuré et restaurée en 2009.
- Le scriptorium construit  peu après 1435, abandonné au début du XVIe siècle à la suite de la montée de la nappe phréatique et découvert en 2005. La salle et son architecture remarquablement conservée se trouvent actuellement en sous-sol. Ce joyau unique d'architecture conventuelle médiévale est toujours en attente de restauration.
- La buanderie, construite en 1743, transformée en maison de garde forestier au XIXe siècle.
- La nef centrale de l’église, transformée en dépôt ou grange.
- La cense construite après 1777, actuellement le Bosmuseum[N 5] (musée de la Forêt de Soignes).
- Un des moulins à eau construit en 1662 au bord de l'Ijse à l'entrée du village de Hoeilaart et transformé en maisonnette au cours de la deuxième moitié du XVIIIe siècle.
- Les jardins en terrasses situées sur la pente méridionale du vallon, derrière la nef de l'église.
- Quelques sections du mur d’enceinte.
- Du mobilier d’église qui fut réutilisé dans des églises des environs. Le maître-autel se trouve à Herfelingen et d’autres autels à Erps. Les stalles de l'ancienne église conventuelle se trouvent à Vilvorde. Des confessionnaux à Wezembeek, etc.
- Deux obituaires originaux datant des XIVe et XVe siècles[11].

## Aspects culturels
Le monastère possédait autrefois une bibliothèque importante. En 1540, on comptait déjà environ 1 350 manuscrits et imprimés. Un dessin de Pierre Breughel, représentant le monastère, est conservé à Amsterdam. 

## Accès en transports en commun
NB: Tous les moyens de transport renseignés ci-dessous circulent tant en semaine que les samedis, dimanches et jours fériés.

### En bus TEC
L'arrêt Hoeilaart Groenendaal Brug, situé à environ 1 km de marche du Prieuré, est desservi par la ligne TEC no 366 Ixelles - Rixensart - Court-Saint-Étienne.
Depuis l'arrêt de bus, en venant de Bruxelles, passer sous le pont de Groenendael et suivre le fléchage routier pour Uccle. Le Prieuré est 600 m plus loin sur la gauche.
Principales correspondances du bus 366 avec la STIB :
- Flagey : tram 81 - bus 38, 59, 60 et 71
- Abbaye de la Cambre : 7 et 8 (arrêt La Cambre-Étoile)
- Boitsfort Gare : tram 8
- Étangs de Boitsfort : bus 95

Correspondances du bus 366 avec le chemin de fer :
- Gare de Boitsfort
- Gare de Genval

### En train
- La gare de Groenendael est située à moins de 1,5 km du prieuré. En sortant du train de Bruxelles, emprunter le passage souterrain puis remonter jusqu'à la Terhulpsesteenweg. La prendre à droite et emprunter la passerelle piétonne le long du chemin de fer. Quitter la passerelle en suivant le fléchage routier pour Uccle. Le prieuré est 600 m plus loin sur la gauche.
- En bus De Lijn (devant la gare de Groenendael) :
  - Bus 395 Leuven - Hoeilaart - Groenendaal
  - Bus 830 Melsbroek Parking Noord - Zaventem - Sterrebeek - Tervuren - Hoeilaaart - Groenendaal.

### Les prieurés de la Forêt de Soignes
- Liste des anciens prieurés de la Forêt de Soignes

### Articles connexes

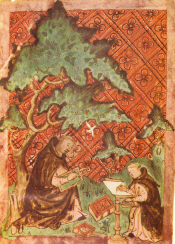
Enluminure représentant Jan van Ruysbroeck sur fond de forêt stylisée

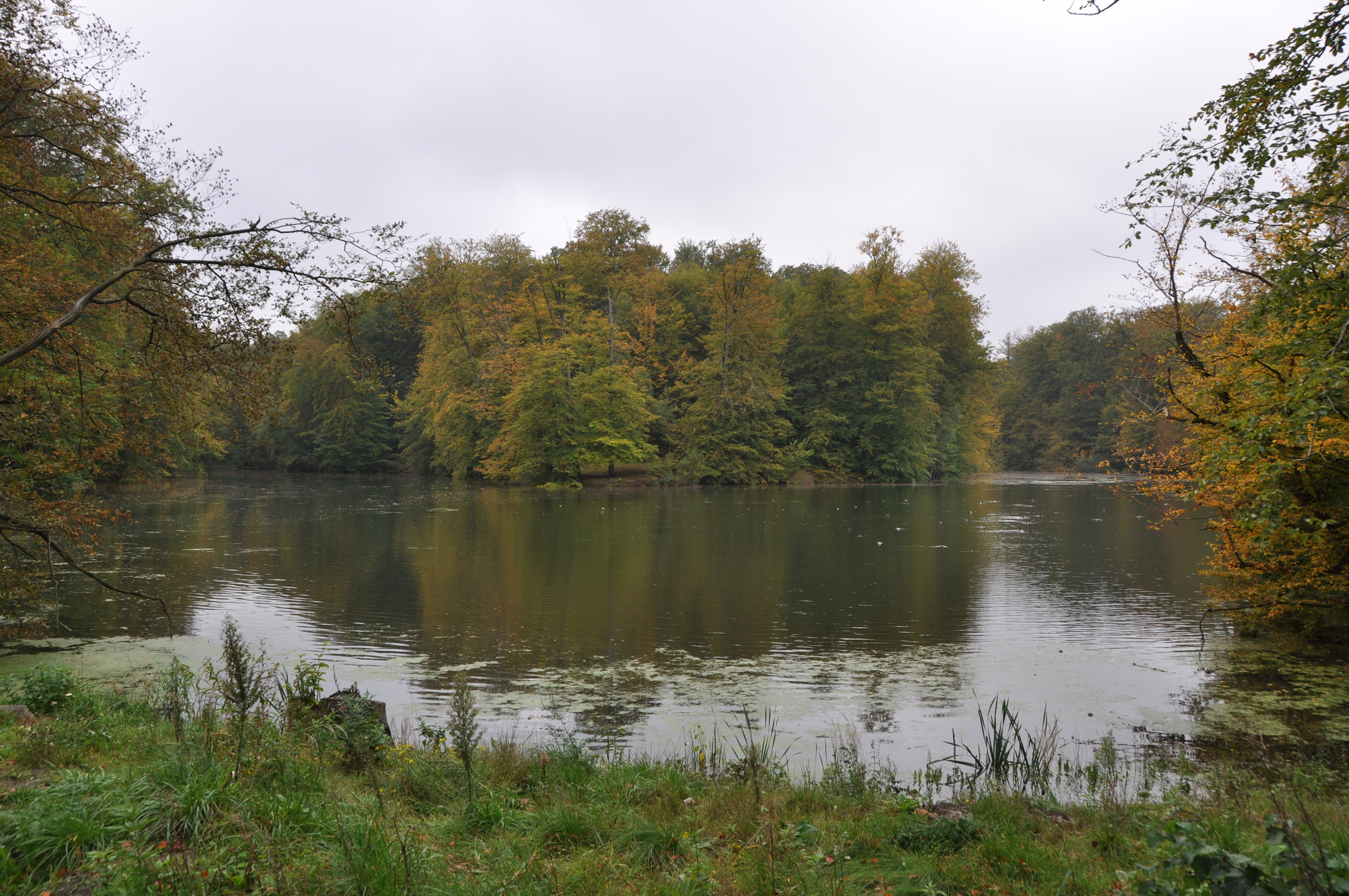
Étang de la Patte d'Oie.